# Fontanî, Simferopol
Fontanî (în ucraineană Фонтани) este un sat în comuna Ciîstenke din raionul Simferopol, Republica Autonomă Crimeea, Ucraina.

## Demografie
Componența lingvistică a localității Fontanî
     Tătară crimeeană (81,7%)
     Rusă (16,39%)
     Alte limbi (0,9%)
Conform recensământului din 2001, majoritatea populației localității Fontanî era vorbitoare de tătară crimeeană (81,7%), existând în minoritate și vorbitori de rusă (16,39%).